# Трос (морська справа)

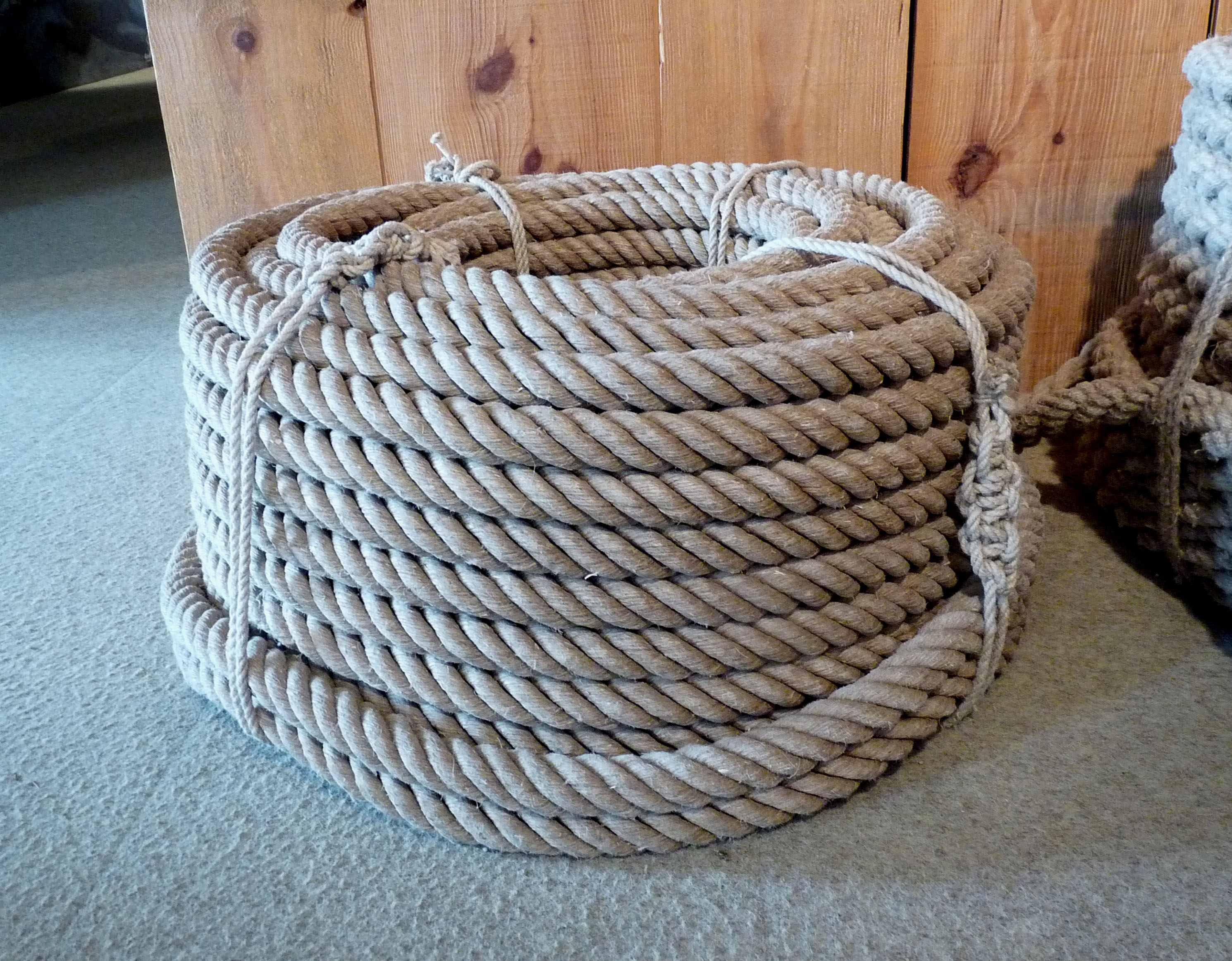
Бухта прядив'яного троса завдовжки 150 м (діаметр — 40 мм), звитого з 4 сталок з осердям.

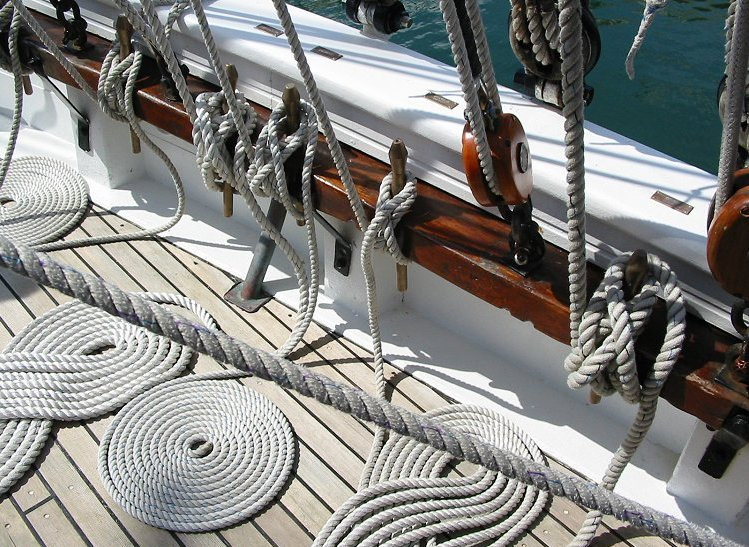
Бухти на палубі

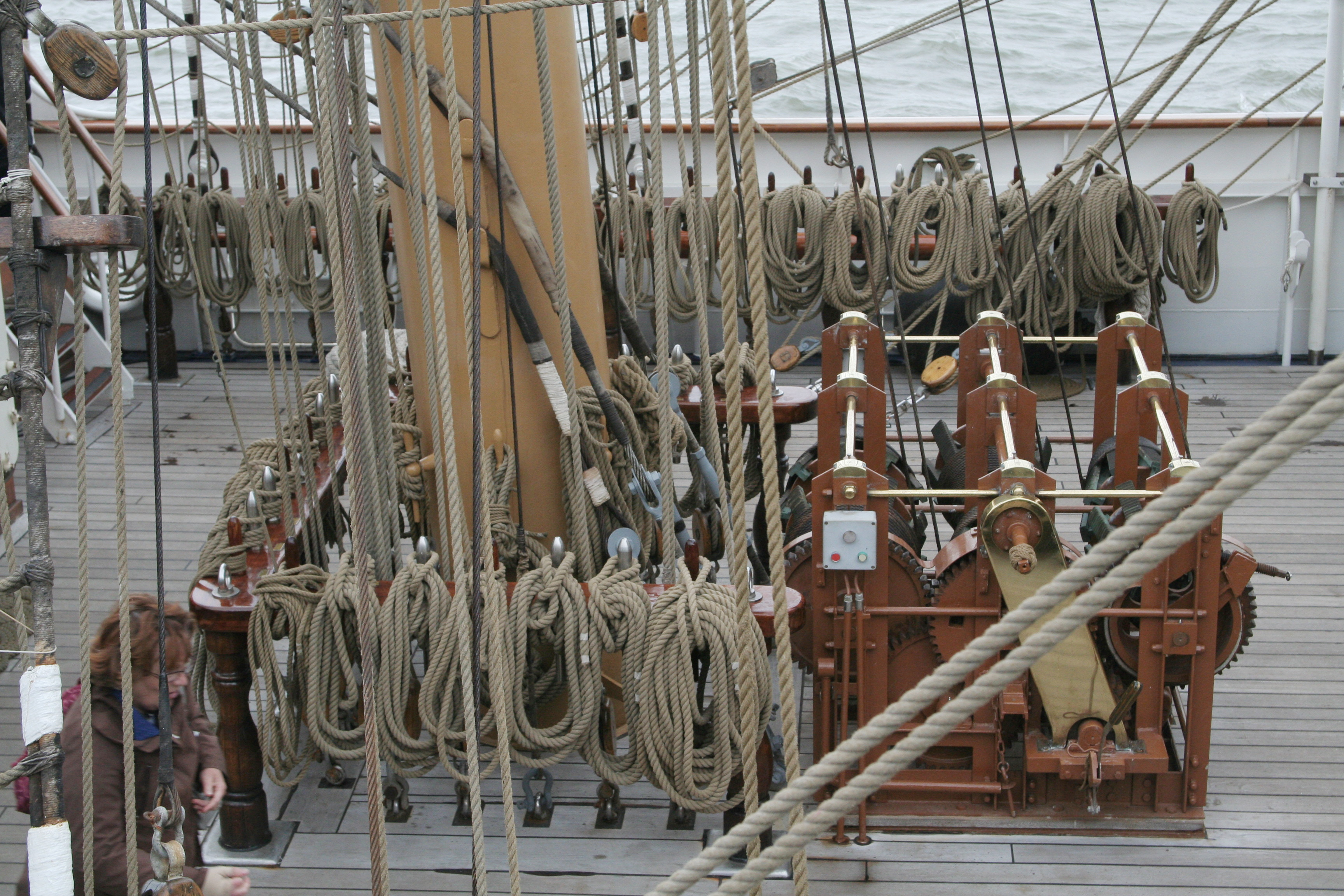
Троси стоячого і рухомого такелажу

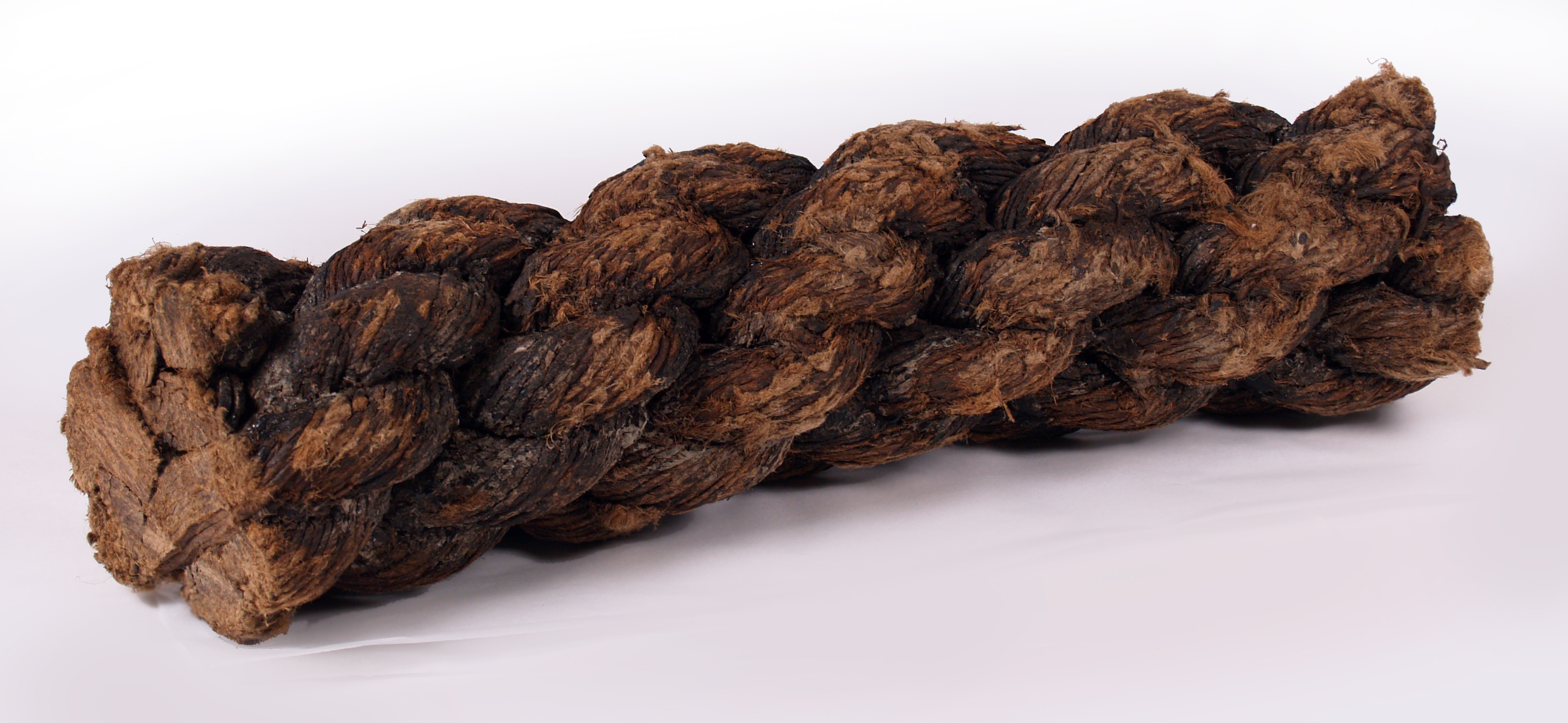
Шматок троса з караки «Мері Роуз»

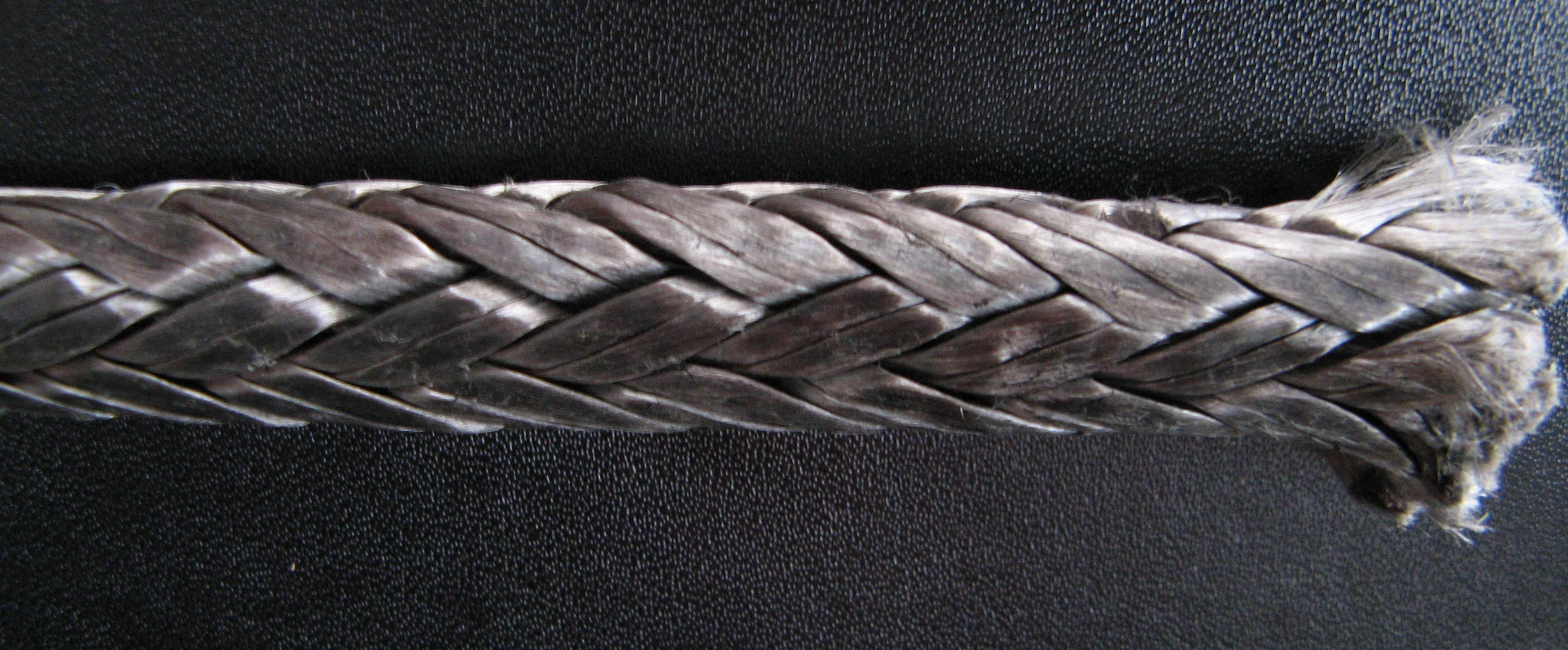
Плетений трос з НВМПЕ

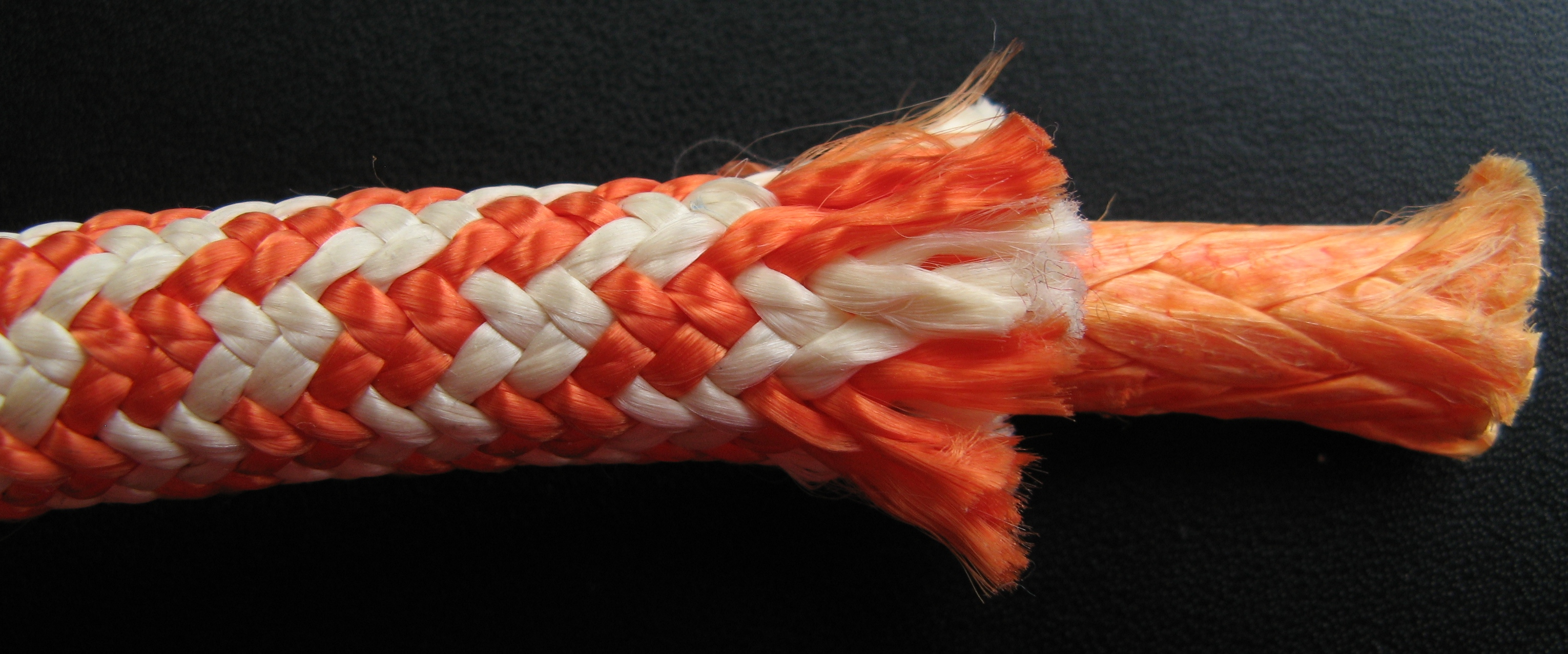
Плетений трос з осердям з НВМПЕ

Троси — загальне найменування будь-яких мотузок і канатів, використовуваних на військовому і цивільному флоті. Залежно від матеріалу троси бувають: сталеві, рослинні — з волокон трав і рослин (прядив'яні, манільські, сизальські, кокосові та інші), комбіновані (зі сталевих дротів і рослинних волокон), а також з штучних волокон (капронові, нейлонові, перлонові). На кораблях (суднах) троси використовують для стоячого і рухомого такелажу, для швартовів та підвішування кранців, у навантажувальних пристроях, у мінно-траловій справі, для кріплення предметів на кораблі, такелажних робіт та іншого. Для зберігання троси згортають у круги, циліндри або вісімки — бухти.

## Виготовлення
Для виготовлення рослинного троса спочатку з волокон прядуть нитки — ка́болки (від нід. kabelgaren[джерело?]; каболки для лінів називають просто «нитками»). Якщо потрібно отримати смолений трос, каболки просочують гарячою смолою. З каболок в'ють («спускають») справа вгору наліво сталки (пасма). З кількох сталок (трьох чи чотирьох) звивають зліва направо (за годинниковою стрілкою) трос. Тонкі троси, використовувані для звивання товстіших тросів (тросів кабельного спуску), називаються стрендями (стренгами).

## Класифікація

### Матеріал
Залежно від матеріалу троси можна поділити на рослинні, металеві (сталеві), синтетичні й комбіновані.

#### Рослинні троси
Троси з рослинних волокон мають найбільшу історію, їх використовували вже на перших вітрильних суднах. Для корабельних тросів використовують конопляне волокно (прядиво), манільське волокно (манільське прядиво), сизаль, кокосове волокно, сунн (волокна кроталярії), кенаф та деякі інші.
Бавовняні троси значно слабкіші прядив'яних і від перебування у воді робляться абсолютно непридатними.
Мачульні троси виготовляють з мачули. Їх використовують обмежено: на лісосплавних караванах, на плотах і білянах.

#### Металеві троси
Металеві троси звивають з металевих (переважно сталевих) дротів, їх використовують при особливо великих навантаженнях. З окремих дротів звивають сталки, зі сталок — троси. Недоліками сталевих тросів є низька елестичність, схильність до утворення калишок (петель) та понижена стійкість до розриву на крутих вигинах. Чисто металеві троси є негнучкими, для надання гнучкості їх роблять комбінованими, наприклад, звиваючи дріт навколо прядив'яних осердь.

#### Синтетичні троси
З XX століття в морській справі широко використовують троси, зроблені зі синтетичного волокна — капрону, нейлону, перлону та ін.

#### Шкіряні
Шкіряні троси, сплетені з тонких шкіряних ремінців, використовували на старовинних суднах.

#### Комбіновані троси
Комбіновані троси поєднують у собі кілька матеріалів: наприклад, сталь і прядиво. Найпростішим способом поєднання є обвивання осердя з дроту прядив'яними сталками, але в цьому випадку при сильних навантаженнях не виключена можливість ковзання осердя всередині оболонки. Досконаліша конструкція передбачає обвивання металевих сталок прядив'яними, які разом утворюють трос; зчеплення між сталками з різних матеріалів цілком достатньо для запобігання всякому ковзанню сталок (такі троси ще називають тайфун-канатами). Комбіновані троси кабельного спуску називаються зміїними і відрізняються особливою гнучкістю.

### Число сталок
Залежно від числа сталок або стрендей прядив'яні троси поділяються на тристалкові, чотиристалкові і тристрендні.

### Спосіб виготовлення
Залежно від технології виготовлення троси можна розділити на дві великі групи: виті (кручені) та плетені. Виті троси залежно від способу звивання поділяються на такі різновиди:
- Трос прямого спуску (тросового спуску, тросової роботи) — скручений з чотирьох сталок, з осердям з п'ятої слабкокрученої сталки;
- Трос кабельного спуску (кабельної роботи) — скручений не зі сталок, а зі стрендей, за міцністю поступається тросу прямого спуску;
- Трос зворотного спуску — трос, скручений проти годинникової стрілки (частіше за все троси скручують за годинниковою стрілкою).

Плетені троси можуть бути з осердям і без осердя. Перші складаються з осердя — слабкокрученої сталки, покритої опліткою. Перевагами плетених тросів їх стійкість до скручування і витягання. З них роблять сигнальні фали та лагліні.

### Товщина
Товщина тросів виміряється по їхній окружності, у міліметрах, сантиметрах або дюймах.
Залежно від товщини морські троси поділяються на такі категорії:[джерело?]
- до 1 дюйма (25 мм) — ліні, вони можуть мати окремі назви залежно від числа сталок;
- від 1 до 4 дюймів (25-102 мм) — не мають особливої назви, просто називаються «трос такої-то товщини»;
- від 4 до 6 дюймів (102—152 мм) — перліні;
- 6 до 13 дюймів (152—330 мм) — кабельтови[уточнити термін];
- від 13 дюймів (330 мм) — канати.

Троси завтовшки від 4 дюймів і вище (перліні, кабельтови та канати) є тросами кабельної роботи, оскільки спускаються зі стрендей[уточнити термін].

### Якість матеріалу
Залежно від якості матеріалу прядив'яні троси поділяються на звичайні і борідкові. Звичайні звиваються зі звичайного прядива, борідкові — з так званої «борідки», тобто прядив'яних пачосів, і відповідно мають меншу міцність. Їх використовують там, де не вимагається особливої міцності: для білизняних леєрів, койкових шкентросів тощо.

### Призначення
Залежно від використання троси мають окремі назви:
- Буксирно-швартовний канат[en] — трос, який використовують для буксирування і швартування.
- Вант-трос — прядив'яний трос кабельної роботи з 4 стрендей, або металевий, призначений для виготовлення вант.
- Лаглінь — трос, що з'єднує колодку простого лага з котушкою або ротор патент-лага з лічильником.
- Леєр — туго натягнутий рослинний чи сталевий трос, який використовують для прив'язування вітрил, стягування тентів, сушіння білизни тощо. Леєром також називаються укріплені на стійках троси, що замінюють фальшборт судна і троси, що натягуються для запобігання падінню людей за борт під час шторму.
- Ліктрос — трос, який використовують для обшивання крайок (ліків) вітрил.
- Лопар (таль-лопар) — трос, оснований між блоками (складає разом з ними талі) чи юферсами.
- Лотлінь — трос, що служить для кріплення гирі простого лота.
- Ринда-булінь — плетений трос, за допомогою якого приводять у дію било суднового дзвона.
- Сезень — короткий плетений трос з вічком на одному кінці і косицею на другому.
- Фа́лінь — трос, закріплений за носовий чи кормовий рим шлюпки, що служить для її прив'язування до пристані, судна тощо.
- Швартов — трос для швартування.
- Шкентель — короткий трос з коушем або блоком, одним кінцем прикріплений до рухомого предмета (наприклад, рангоутного дерева), також так називається трос, який використовують для підйому вантажів на вантажній стрілі.
- Штерт, шкерт — здебільшого тонкий і короткий трос, ув'язаний або вплетений одним кінцем, що служить для будь-яких допоміжних цілей (прив'язування чи для носіння різних предметів).
- Штуртрос — трос, що з'єднує барабан штурвала з румпелем.
- Якірний канат — канат, який використовують замість якірного ланцюга.

## Смолення і тирування тросів
Для захисту тросів від вологи застосовують смолення і тирування. Смолені троси в'ють з каболок, попередньо вимочених у гарячій смолі. Якщо каболки не піддають смоленню, то виті з них троси називаються білими, вони приблизно на 0,25 міцніші за смолені. Снасті з білих тросів використовують для оснащення шлюпок: щоб уникнути забруднення мішка-киси, в якому вони зберігаються.
Окрім смолення, застосовують ще тирування — покриття стоячого такелажу тиром, зокрема, тирують троси після клетнювання. Тир вариться зі смоли, каніфолі, сала та ще деяких інших компонентів. Сохне тир швидше за смолу, повністю висихаючи за 2-3 дні.

## Такелажні роботи
Суднові роботи, пов'язані з ремонтом старих або обробленням нових тросів, називаються такелажними роботами.